# 中島道子
中島 道子（なかじま みちこ、本名：中嶋、1928年 - 2021年6月21日）は、日本の作家。

## 人物
福井県三国町（現・坂井市）生まれ。実践女子大学国文科卒業。福井県内の中学校で国語教諭として勤務。50代半ばより執筆活動を開始。戦国～江戸期の武将とその妻に関する歴史小説を多く手掛けた。日本ペンクラブ会員。明智光秀公顕彰会副会長。福井工業大学客員教授。

## 著書
- 遊女哥川 越前三国湊の俳人 （渓声出版 1985年）
- 諏訪御寮人 武田勝頼の母 （渓声出版 1988年3月） 「小説信玄と諏訪姫」（改題、PHP文庫）
- 熈子 明智光秀の妻 （紀尾井書房 1988年5月）
- 火輪 家光の生母お江与の方と春日局 （世界文化社 1989年3月）
- 裏切りの系譜 信長・光秀・秀吉の最期 （紀尾井書房 1990年10月）
- 怨念の絵師岩佐又兵衛 （河出書房新社 1992年4月）
- 濃姫と熈子 信長の妻と光秀の妻 （河出書房新社 1992年8月）
- それからのお市の方 北ノ庄落城異聞 （新人物往来社 1994年9月）
- 秀吉と女人たち （勁文社 1995年12月）
- 天下の悪妻 越前藩主松平忠直夫人勝子 （河出書房新社 1995年1月）
- 大笑面 仏を抱いた男 （河出書房新社 1997年4月）
- 母の慟哭 信長・秀吉・家康の母 （夏目書房 1997年10月）
- 湖影 明智光秀とその妻熈子 （KTC中央出版 1998年3月）
- 徳川三代と女房たち （立風書房 1999年10月）
- 前田利家と妻まつ 「加賀百万石」を築いた二人三脚 （PHP文庫 2001年9月）
- 松平忠輝 幕府に反抗しつづけた「家康の息子」 （PHP文庫 2002年10月）
- 柳生石舟斎宗厳 戦国を戦い抜いた柳生新陰流の祖 （PHP文庫 2003年2月）
- 松平春嶽 「幕末四賢侯」と称された名君 （PHP文庫 2003年10月）
- 源義経と静御前 源平合戦の華若き勇者と京の舞姫 （PHP文庫 2004年9月）
- 山内一豊と妻千代 「土佐二十四万石」を築いた夫婦の物語 （PHP文庫 2005年9月）
- 戦国の「いい妻」「ダメな妻」 （PHP文庫 2009年1月）
- わし駄目かも… 認知症・肺癌と闘った夫へ （渓声出版 2009年1月）
- 戦国の「いい男」「ダメ男」 （PHP文庫 2010年4月）
- 江 波瀾と愛憎の生涯 （世界文化社 2010年11月）